# Tout est possible
Tout est possible est une émission de télévision française de 70 minutes diffusée du 17 septembre 1993 au 19 juin 1997 sur TF1, présentée par Jean-Marc Morandini et produite par Pascale Breugnot.

## Principe
Le principe de l'émission était de montrer des sujets insolites, pour ensuite les commenter sur le plateau de l'émission avec des témoins et des spécialistes.

## Diffusion
A compter du vendredi 17 septembre 1993 jusqu'au jeudi 19 juin 1997, l'émission est diffusée en deuxième partie de soirée sur TF1, d'abord une fois par mois et, à la rentrée 1994, deux fois par mois, puis toutes les semaines. Avec pour slogan « Ne zappez pas ! » (répété en boucle par l’animateur Jean-Marc Morandini à chaque coupure publicitaire), l'émission présente des reportages et des interview inédites en plateau sur des personnes aux activités, situations où tempéraments sortant de l'ordinaire.
Le programme réalisait de très bonnes audiences, ayant même battu des records en faisant des pointes d'audiences à 75 % de part de marché ; la première apparition de Lolo Ferrari, le 29 décembre 1993, permet à l'émission d'atteindre les 62 % de part de marché.
Cependant, l'animateur de l'émission Jean-Marc Morandini essuie de vives critiques (en particulier de la part du journal Libération et de l'émission télévisée satirique Les Guignols de l'info), Tout est possible étant brocardée pour ces procédés qualifiés de « racoleurs » et « voyeuristes » et dont la « veulerie » intellectuelle est dénoncée, devenant un symbole de la télé poubelle. En cause notamment la propension de l'émission à collectionner les sujets voyeuristes montrant des individus anonymes venant témoigner en plateau (par exemple un homme qui comprend au bout de plusieurs années de vie commune que sa compagne n'est pas une femme, un ancien détenu de bagne pour enfants, un hermaphrodite ou encore un curé transsexuel, etc.).
Dans son livre Le bal des faux culs paru en 2004, Jean-Marc Morandini affirmera : 
« J'ai animé une émission sur TF1. La presse a jugé. J'ai été plus souvent trahi qu'aimé. Et j'en ai pris... plein la gueule. Je pensais que l'audience justifiait tout. À tort. J'ai payé mon erreur. J'ai souffert, mais j'ai appris à dire non. Et je le redirai s'il le faut. »
TF1 met un terme à l'émission le 19 juin 1997 en déclarant que ses programmes sont « en quête de sens »,.